# Anzuola
Anzuola (oficialmente en euskera: Antzuola) es una localidad y municipio español en la provincia de Guipúzcoa, comunidad autónoma del País Vasco, situado en la parte nororiental de la comarca del Alto Deva. Limita con los municipios de Villarreal de Urrechua, Oñate, Vergara, Azcoitia y Zumárraga.

## Toponimia
Anzuola se considera que es un topónimo que deriva de la lengua vasca. Está compuesto por dos términos: antzu, que significa estéril y ola, término muy común en la toponimia vasca, que tiene varios posibles significados; Ola suele utilizarse para algún tipo de edificación. Generalmente se utiliza para referirse a una ferrería (burdinola), un tipo de instalación manufacturera muy abundante en el País Vasco durante el periodo preindustrial; pero también tiene el significado de una construcción sencilla como una cabaña (etxola), borda o chabola (txabola). Antzu es un término mucho menos común en la toponima. Es un adjetivo que significa estéril,seco aplicándose para el ganado que no es capaz de criar ni de dar leche. En el caso concreto de la ovejas era costumbre de los pastores vascos estabular las ovejas estériles (ardi antzuak) separadas de las demás, por lo que cabría pensar que Antzuola podría referirse a una chabola dedicada a este propósito. Existe también más específicamente el sustantivo antxu ,muy similar, que se refiere a los corderos y cabras de un año, equivalente a lo que sería un borrego y que por tanto todavía no pueden criar. Koldo Mitxelena en su obra Apellidos Vascos tradujo este topónimo como choza de borregos.

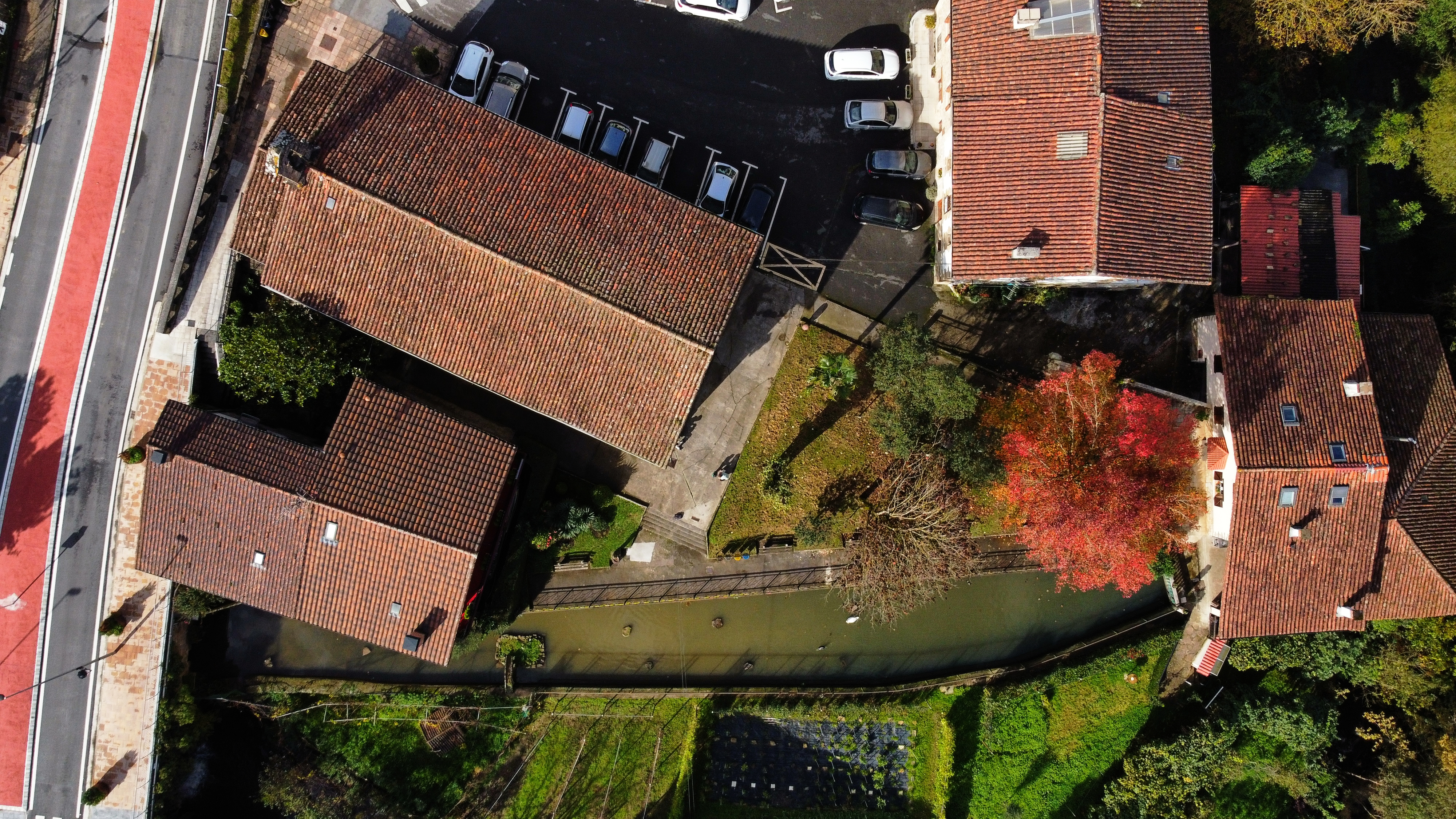
Molino de agua situado en Antigua

Anzuola no es el nombre más antiguo de este municipio. Antiguamente se llamaba Uzarraga. Actualmente Uzarraga es el nombre de un barrio de Anzuola, donde se ubicaba el núcleo primitivo del pueblo y su primera iglesia, la de San Juan Bautista de Uzarraga. Bajo el nombre de San Juan de Uzarraga o Usarraga se unió a Vergara a finales del siglo XIV. Sin embargo la ubicación de la iglesia parroquial no era la más adecuada para sus parroquianos, ya que a muchos les quedaba demasiado distante y la iglesia quedó a finales del siglo XV alejada del camino real que pasaba por otra parte del valle. 
En el siglo XVI se construyó una nueva iglesia,a 2,5km de la original y en el fondo del valle, en una ubicación que resultaba más cómoda, por céntrica para la mayoría de los fieles y ubicada en un cruce de caminos. Cabe pensar que Anzuola era el nombre de la ubicación en la que se construyó esta segunda iglesia, por encontrarse en ella o haberse encontrado en ella originalmente una majada para el ganado así llamada. Este sitio pasó a ser el nuevo núcleo del pueblo y por tanto dando su nombre al conjunto del municipio. El barrio donde se ubicó la iglesia y el ayuntamiento, y que constituye el núcleo del pueblo se conoce como Olalde, que significa en euskera lado o zona de la cabaña. 
Por la resolución del 10 de octubre de 1980 de la Viceconsejería de Administración Local, publicada en el Boletín Oficial del País Vasco del 21 de noviembre del mismo año, se modificó el nombre oficial del municipio, que pasó a ser escrito Antzuola, adaptándose a la grafía moderna en euskera y a su pronunciación en este idioma.

## Demografía
Anzuola cuenta con una población de 2069 habitantes (INE 2024).
| Gráfica de evolución demográfica de Anzuola entre 1842 y 2021                                                       |
| |
| Población de derecho según los censos de población del INE Población de hecho según los censos de población del INE |

## Administración y política
| Partido político                                              | 2023  | 2023  | 2023       | 2019  | 2019  | 2019       | 2015  | 2015  | 2015       | 2011  | 2011  | 2011       | 2007  | 2007  | 2007       |
| Partido político                                              | %     | Votos | Concejales | %     | Votos | Concejales | %     | Votos | Concejales | %     | Votos | Concejales | %     | Votos | Concejales |
| Euskal Herria Bildu (EH Bildu)-Bildu                          | 57,22 | 594   | 7          | 57,27 | 685   | 7          | 60,83 | 702   | 7          | —     | —     | —          | —     | —     | —          |
| Euzko Alderdi Jeltzalea-Partido Nacionalista Vasco (EAJ-PNV)  | 33,71 | 350   | 4          | 30,68 | 367   | 3          | 29,38 | 339   | 3          | 23,34 | 288   | 3          | 28,66 | 370   | 3          |
| Partido Socialista de Euskadi-Euskadiko Ezkerra (PSE-EE PSOE) | 6,55  | 68    | 0          | 8,52  | 102   | 1          | 7,71  | 89    | 1          | 11,43 | 141   | 1          | 11,31 | 146   | 1          |
| Partido Popular del País Vasco (PP)                           | —     | —     | —          | —     | —     | —          | —     | —     | —          | 1,46  | 18    | 0          | 1,08  | 14    | 0          |
| Eusko Alkartasuna (EA)                                        | —     | —     | —          | —     | —     | —          | —     | —     | —          | 60,94 | 752   | 7          | —     | —     | —          |
| Eusko Abertzale Ekintza-Acción Nacionalista Vasca (EAE-ANV)   | —     | —     | —          | —     | —     | —          | —     | —     | —          | —     | —     | —          | 40,12 | 518   | 5          |
| Ezker Batua-Berdeak (EB-B)-Aralar-Zutik                       | —     | —     | —          | —     | —     | —          | —     | —     | —          | —     | —     | —          | 16,89 | 218   | 2          |

## Personas destacadas
- Agustín Tellería (1884-1939), político tradicionalista y jefe del Requeté en Guipúzcoa
- Juan Ezenarro Mendia, Txori-txiki (1890-1945), poeta en lengua vasca
- Kaxiano Ibarguren Bolinaga, Kaxiano (1932-2002), acordeonista y cantante
- Gorka García (1975), futbolista, que llegó a debutar en primera división con Osasuna
- Aritz Berraondo Alberdi (1976), pelotari de la especialidad de pelota mano
- Aitor Mendizabal, Mendizabal III (1989),  pelotari de la especialidad de pelota mano